# هلگلندسکی
هلگلندسکی (انگلیسی: Helgelandske) شرکت کشتیرانی نروژی است، که در سال ۱۸۶۷ تأسیس شد.